# Synchytrium geranii
Synchytrium geranii är en svampart som beskrevs av Clendenin 1895. Synchytrium geranii ingår i släktet Synchytrium och familjen Synchytriaceae.   Inga underarter finns listade i Catalogue of Life.